# Залізничні періодичні видання
Залізничні періодичні видання можна класифікувати як
- промислові
- історичні
- моделярські

Назви існуючих і колишніх залізничних періодичних видань:

## Африка

### Південна Африка
- RailwaysAfrica -  [Архівовано 1 червня 2022 у Wayback Machine.], ISSN 1029-2756, двомісячник
- On Track - журнал від Railway Society of SA (Reef Branch) [1]

### Алжир
- Le Rail Maghreb (Французькою)

### Марокко
- Le Rail Maghreb

### Туніс
- Le Rail Maghreb

## Азія

### Росія
- Автоматика, зв'язок, інформатика[ru] —  [Архівовано 10 квітня 2021 у Wayback Machine.]
- Локомотив[ru] —
- Пантограф —  [Архівовано 8 червня 2022 у Wayback Machine.]
- Залізничний тиждень[ru] - Железнодорожная Неделя // Энциклопедический словарь Брокгауза и Ефрона : в 86 т. (82 т. и 4 доп. т.). — СПб., 1890—1907. (рос. дореф.)
- Гудок —
- Московський залізничник[ru] —  [Архівовано 5 квітня 2022 у Wayback Machine.]

## Європа

### Україна
- Всеукраїнська транспортна газета «Магістраль» (Сайт газети «Магістраль»);  (газета "Магистраль" - компетентно про транспорт)  
  - «Південна магістраль» (газета «Південна магістраль»);  (Архів PDF);  (http://dprof-pz.com.ua/printings/pz/14-arhiv-yuzhnaya-magistral.html [Архівовано 26 січня 2016 у Wayback Machine.])
  - газета «Придніпровська магістраль» [Архівовано 12 листопада 2018 у Wayback Machine.]
  - газета «Львівський залізничник» [Архівовано 18 серпня 2015 у Wayback Machine.]
  - газета Одеської залізниці [Архівовано 1 серпня 2015 у Wayback Machine.] «Чорноморський гудок»
  - газета «Залізничник Донбасу» («Залізничник Донбасу» на старому сайті УЗ. 13 серпня 2015. Архів оригіналу за 13 серпня 2015. Процитовано 13 серпня 2015.);  ("Железнодорожник Донбасса")
- Міжнародний техніко-економічний журнал «Українська залізниця» [Архівовано 14 липня 2014 у Wayback Machine.])
- Міжнародні професійні журнали [Архівовано 5 червня 2009 у Wayback Machine.] «Вагонний парк» [Архівовано 15 грудня 2015 у Wayback Machine.] та «Локомотив-Інформ» [Архівовано 17 лютого 2016 у Wayback Machine.]

### Чехія
- Dráha -  [Архівовано 9 лютого 2012 у Wayback Machine.]
- RailNews.cz -  [Архівовано 29 лютого 2012 у Wayback Machine.]
- Železniční magazín -  [Архівовано 11 лютого 2012 у Wayback Machine.]
- Svět železnice -

### Польща
- Koleje małe i duże -  [Архівовано 6 лютого 2012 у Wayback Machine.]
- Kurier kolejowy -  [Архівовано 18 лютого 2012 у Wayback Machine.]
- Rynek Kolejowy -  [Архівовано 7 лютого 2012 у Wayback Machine.]
- Świat kolei -  [Архівовано 31 березня 2012 у Wayback Machine.]
- Technika Transportu Szynowego -  [Архівовано 31 березня 2012 у Wayback Machine.]

## Міжнародні
- Continental Railway Journal, ISSN 0306-6177
- European Railway Review, ISSN 1351-1599
- European Railways, ISSN 0014-3073 1948–
- Eurotransport, ISSN 1478-8217,  [Архівовано 17 липня 2017 у Wayback Machine.]
- International Railway Journal (IRJ), ISSN 0744-5326 1961–present – industry
- Janes World Railways, ISSN 0075-3084 (yearly) – industry
- Locomotives International, ISSN 1353-7091 1989–
- Narrow Gauge World, ISSN 0014-3073 1999–
- Railway Gazette International, ISSN 0373-5346 1905–present (Railway Gazette 1905-1970) – industry
- Railway Gazette International Chinese Edition
- Today's Railways: Europe, ISSN 1354-2753
- Tramways & Urban Transit, ISSN 1460-8324 (formerly Modern Tramway) 1938–

## Виноски
1. ↑  RailwaysAfrica July 2009, p22